# تالاروبیاس
تالاروبیاس (به اسپانیایی: Talarrubias) یک شهرستان در اسپانیا است که در استان باداخس واقع شده‌است.